# Manuel de la vie sauvage
Manuel de la vie sauvage est un drame québécois, une mini-série de thriller et d'humour noir basée sur le roman de Jean-Philippe Baril Guérard, une série ironique sur la façon d'obtenir le « succès en affaires » Il est écrit et réalisé par Guérard et met en vedette Antoine Pilon, Louis Morissette, Gildor Roy, Catherine Brunet, Jean-Philippe Baril Guérard, Virginie Ranger-Beauregard et Rodley Pitt. Il est produit par KOTV Productions et distribué par Séries Plus et se compose de 6 épisodes de 60 minutes. Il a été créé le 13 juin 2022.

## Synopsis
Kevin Bédard est un millenial brillant et ambitieux féru de technologie qui déteste profondément son père, un riche homme d'affaires originaire d'un village éloigné. Kevin s'installe en ville pour s'éloigner et, avec deux amis, fonde une start-up pour développer une application qui va révolutionner le deuil et aider communiquer avec les défunts grâce à leur trace numérique. Le chemin vers le succès ne sera pas facile et l'expansion rapide de l'entreprise entraînera des conséquences qui obligeront son fondateur à prendre des décisions éthiques douteuses, en affrontant le côté obscur de l'ambition et en découvrant que le succès a un prix et qu'il ressemble davantage à son père. qu'il ne voudrait l'admettre,.

## Distribution[7]

### Acteurs principaux
- Antoine Pilon : Kevin Bédard
- Virginie Ranger-Beauregard : Ève
- Rodley Pitt : Laurent
- Gabriel Lemire : Arnaud
- Louis Morissette : Damien
- Gildor Roy : Denis
- Catherine Brunet : Camille
- Jean-Philippe Baril Guérard : Paul-André